# Norra Fågelås kyrka

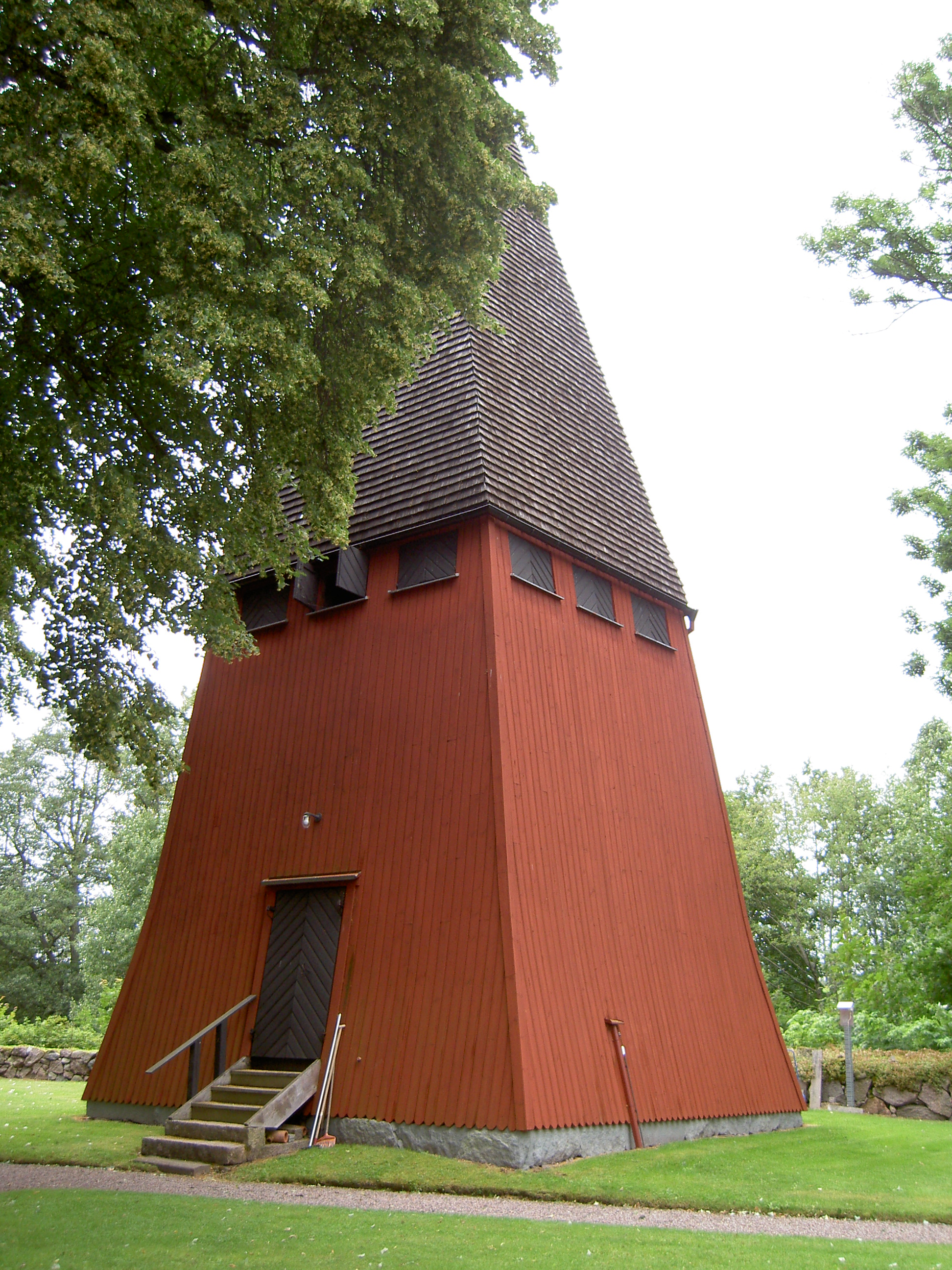
Klockstapel

Norra Fågelås kyrka är en kyrkobyggnad som sedan 2006 tillhör Fågelås församling (tidigare Norra Fågelås församling) i Skara stift. Den ligger i södra delen av Hjo kommun. 

## Kyrkobyggnaden
I en gammal handskrift från 1225 omnämns för första gången en kyrkobyggnad på platsen. En kyrka har sannolikt funnits här sedan 1100-talet. Murar från den ursprungliga kyrkan ingår troligen i nuvarande kyrkobyggnad som är en salkyrka i gotisk stil med högspetsiga gavelrösten. Västra gavelröstet är prytt med en korsformig blindering.

### 1600-talets ombyggnader
Omkring år 1650 genomgick kyrkan en betydande ombyggnad då vapenhuset tillkom. Invändigt uppfördes kryssvalv av trä samt en orgelläktare. Ett gravkor vid kyrkans södra sida byggdes för Carl Hård som avled 1653. Kyrkans fönster förstorades troligen 1693. En takryttare har funnits på kyrkans tak och tillkom troligen på 1600-talet.

### 1700-talets ombyggnader
Det Stackelbergska gravkoret uppfördes 1749 vid kyrkans norra sida. Familjen Stackelberg bodde då på Almnäs slott. 1754 genomgick kyrkan en omfattande ombyggnad. Koret byggdes då om och fick sin nuvarande form med en tresidig avslutning och samma bredd som långhuset. En västportal togs upp och sannolikt var det då takryttaren togs ned på grund av rasrisk. 1788 flyttade släkten Hård ifrån socknen och det Hårdska gravkoret byggdes om till sakristia.

### 1900-talets restaureringar
1926 - 1929 genomfördes en stor restaurering under ledning av Evert Milles som skulle återställa kyrkan i dess barockdräkt. Sakristians ursprungliga fönster togs upp. Hårdska gravkoret byggdes återigen om och blev dopkapell. Stackelbergska gravkoret omvandlades på släktens bekostnad till ett gravkapell. År 1994 genomgick kyrkan omfattande reparationsarbeten.

## Klockstapel och klockor
Nordväst om kyrkan står en brädklädd, svagt konisk, rödmålad klockstapel med spånklätt tak. Den uppfördes på 1300-talet och genomgick troligen en ombyggnad på 1760-talet. Tidigare tycks klockstapeln ha varit en öppen konstruktion då de bastanta ekstockarna i stommen har fått en patina av väder och vind. I stapeln hänger tre klockor.
- Lillklockan är sannolikt från 1300-talet och har en inskrift, som består av ett latinskt alfabet i versaler.[1]
- Mellanklockan är från år 1500, men omgjuten 1799
- Storklockan är gjuten 1786.

## Inventarier
- Kyrkorummets väggar pryds av talrika snidade och målade begravningsvapen.
- Ett krucifix från 1400-talet är uppsatt över altaret.
- Ett Mariaskåp från 1400-talet med målade dörrar förvaras på Historiska Museet.
- I dopkapellet står en dopfunt av kalksten som skänktes till kyrkan 1651 av fru M.E. Sparre, Almnäs slott.
- Predikstolen skänktes till kyrkan 1667 av Johan Hård på Hjällö.

### Orgel
Orgeln, som är placerad på läktaren i väster, byggdes 1912 av E A Setterquist & Son i Örebro. Den byggdes om 1942, men restaurerades och återställdes klangligt till originalskick 2012 av Nye Orgelbyggeri och har idag tretton stämmor fördelade på två manualer och pedal. Den numera stumma fasaden härrör från den ursprungliga orgel som tillverkades 1775 av Lars Strömblad. För den rika dekoren svarade bildhuggaren Brusell.

## Omgivningar
- Kyrkogården är svagt formad som en trapetsoid och avgränsas åt norr, öster och söder av en hög vitputsad kallmur med gråsten.
- På kyrkogårdens nordvästra hörn står ett sockenmagasin från 1764.
- Väster om kyrkan på andra sidan parkeringen ligger prästgården som uppfördes 1754. Flygelbyggnaden framför prästgården var tidigare prästens magasin men fungerar numera som församlingshem. Kyrkan står i förbindelse med godset Almnäs via en allé.

## Bildgalleri

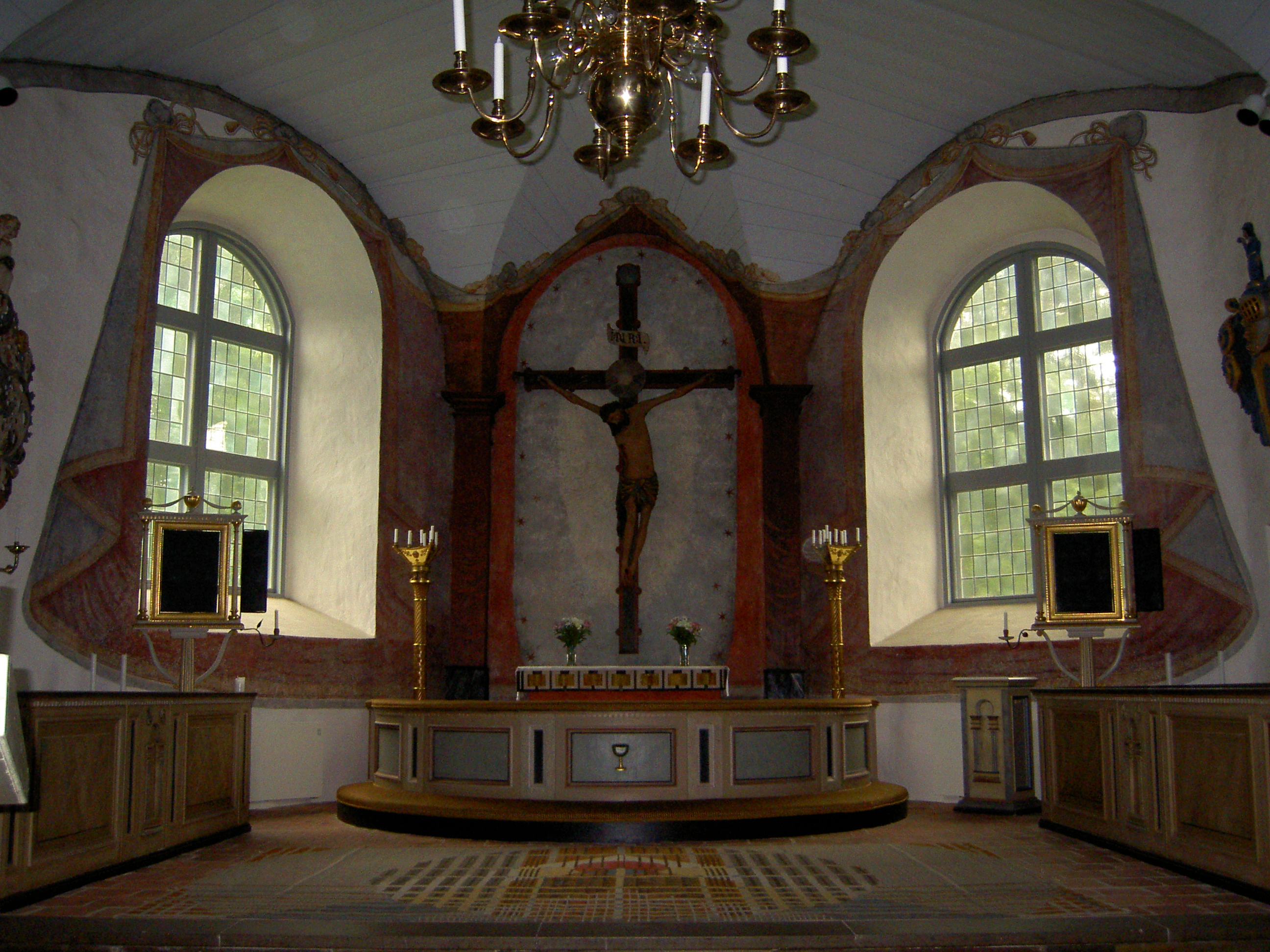
Kor och altare
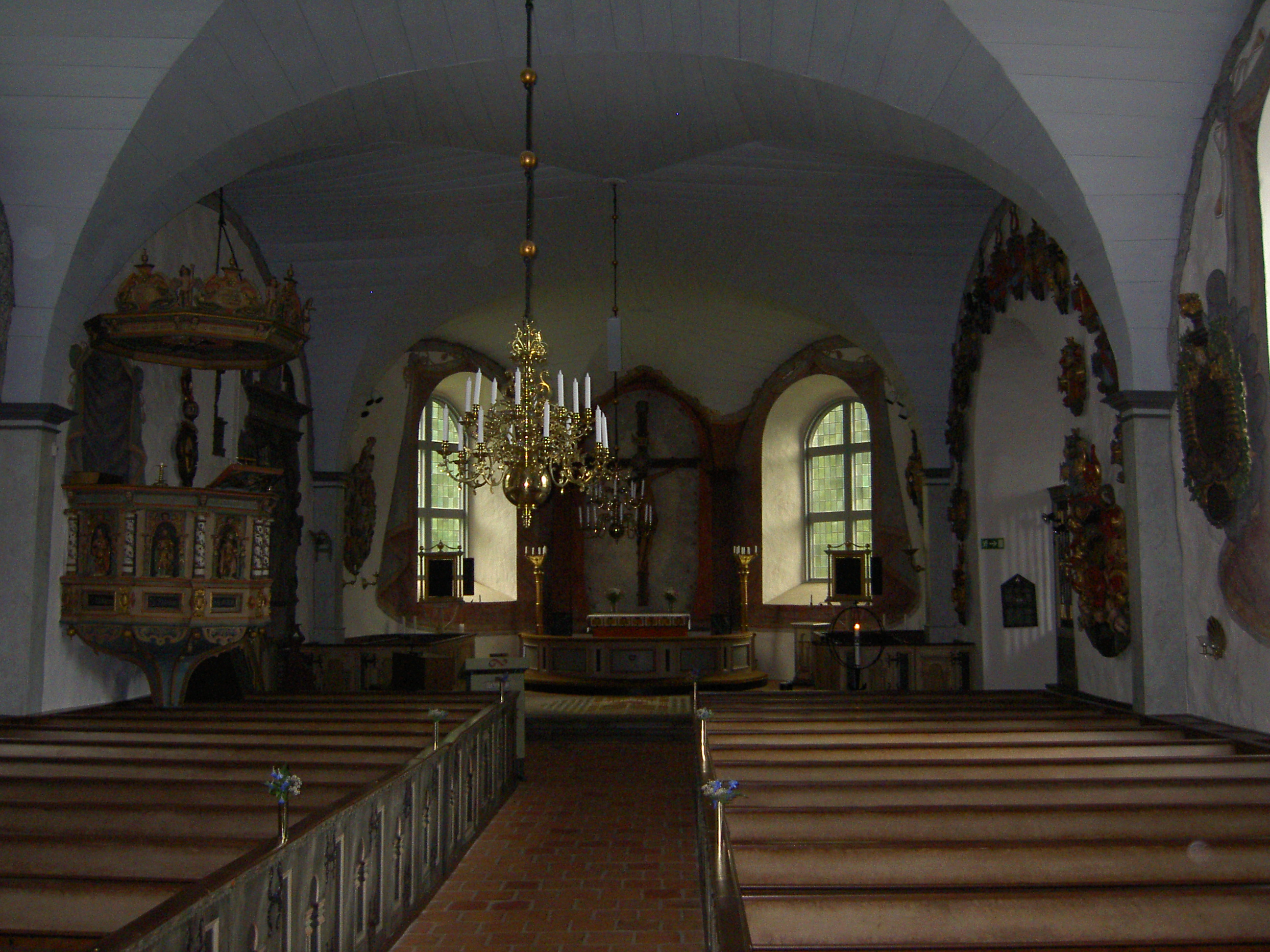
Kyrksal
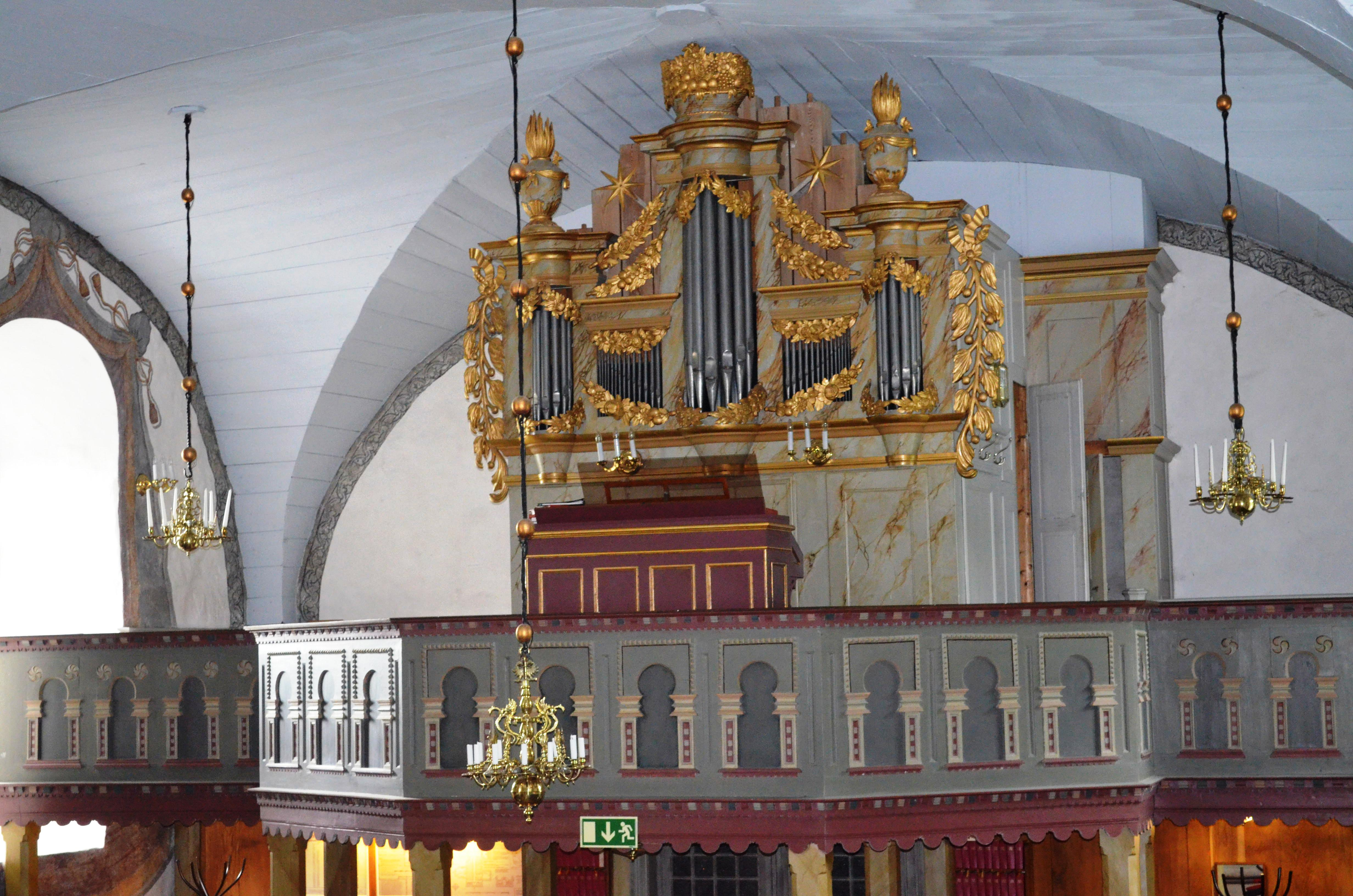
Norra Fågelås kyrkas kyrkorgel
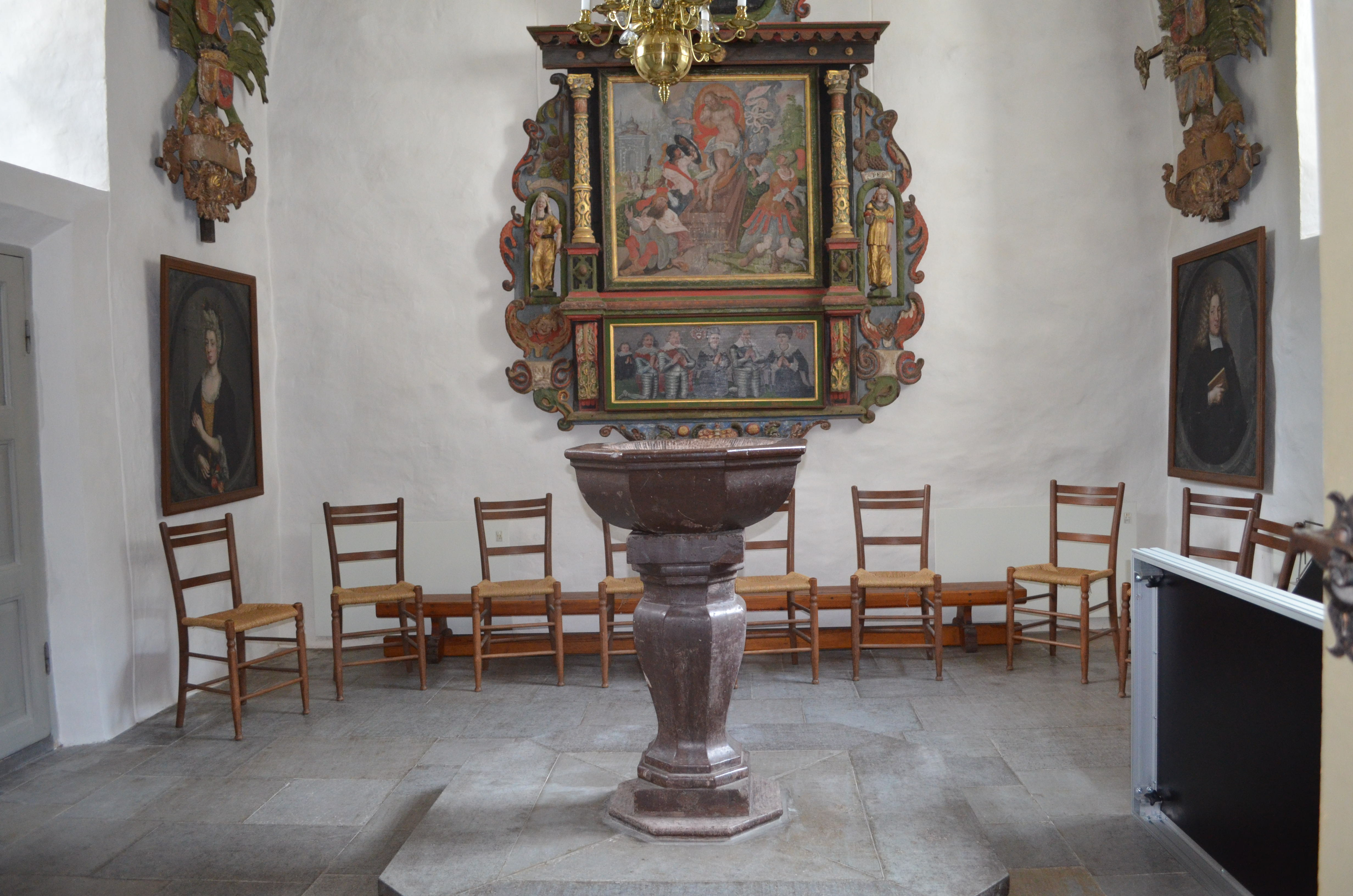
Norra Fågelås kyrkas dopfunt
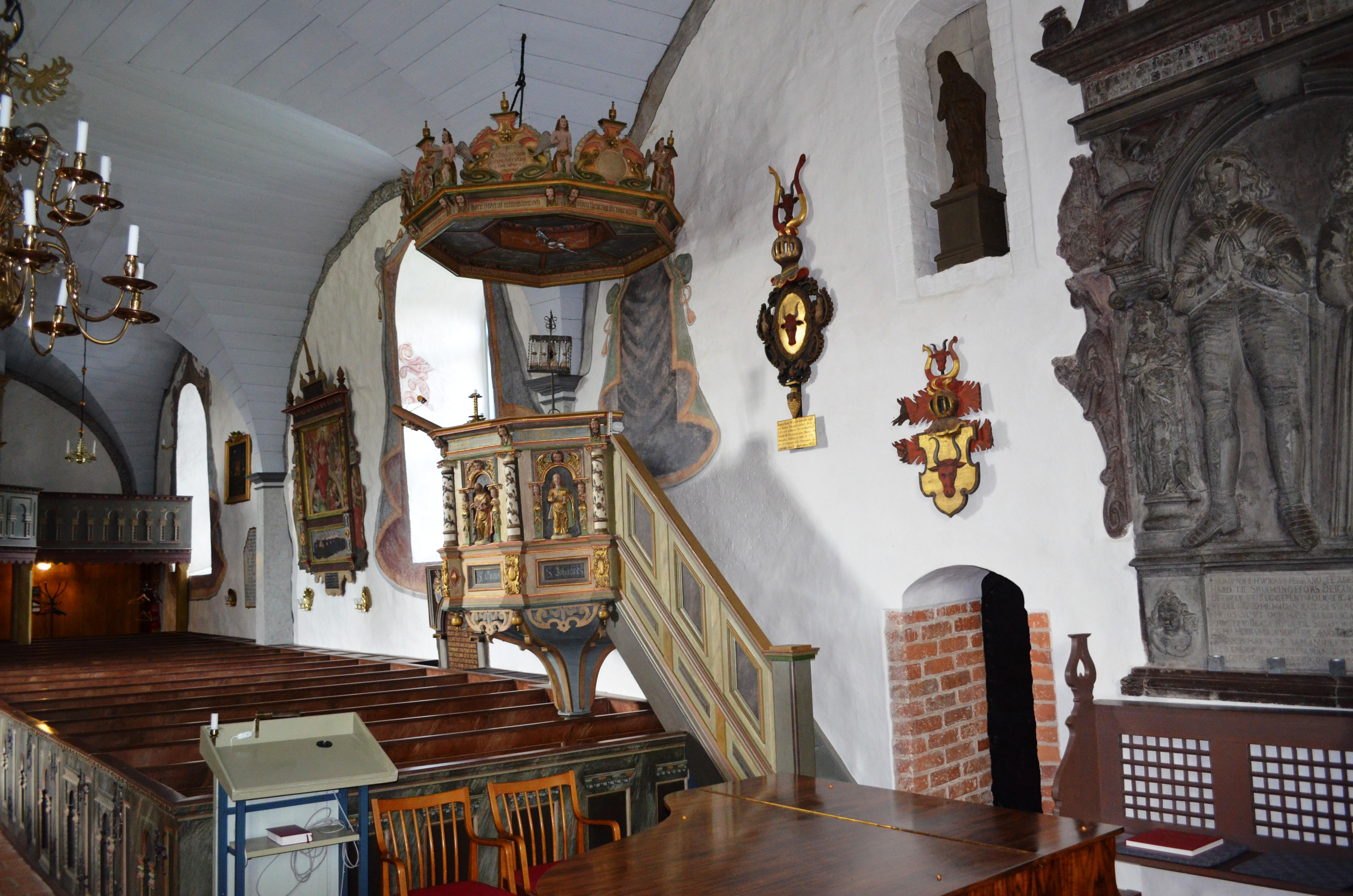
Norra Fågelås kyrkas predikstol